# De feeks wordt getemd

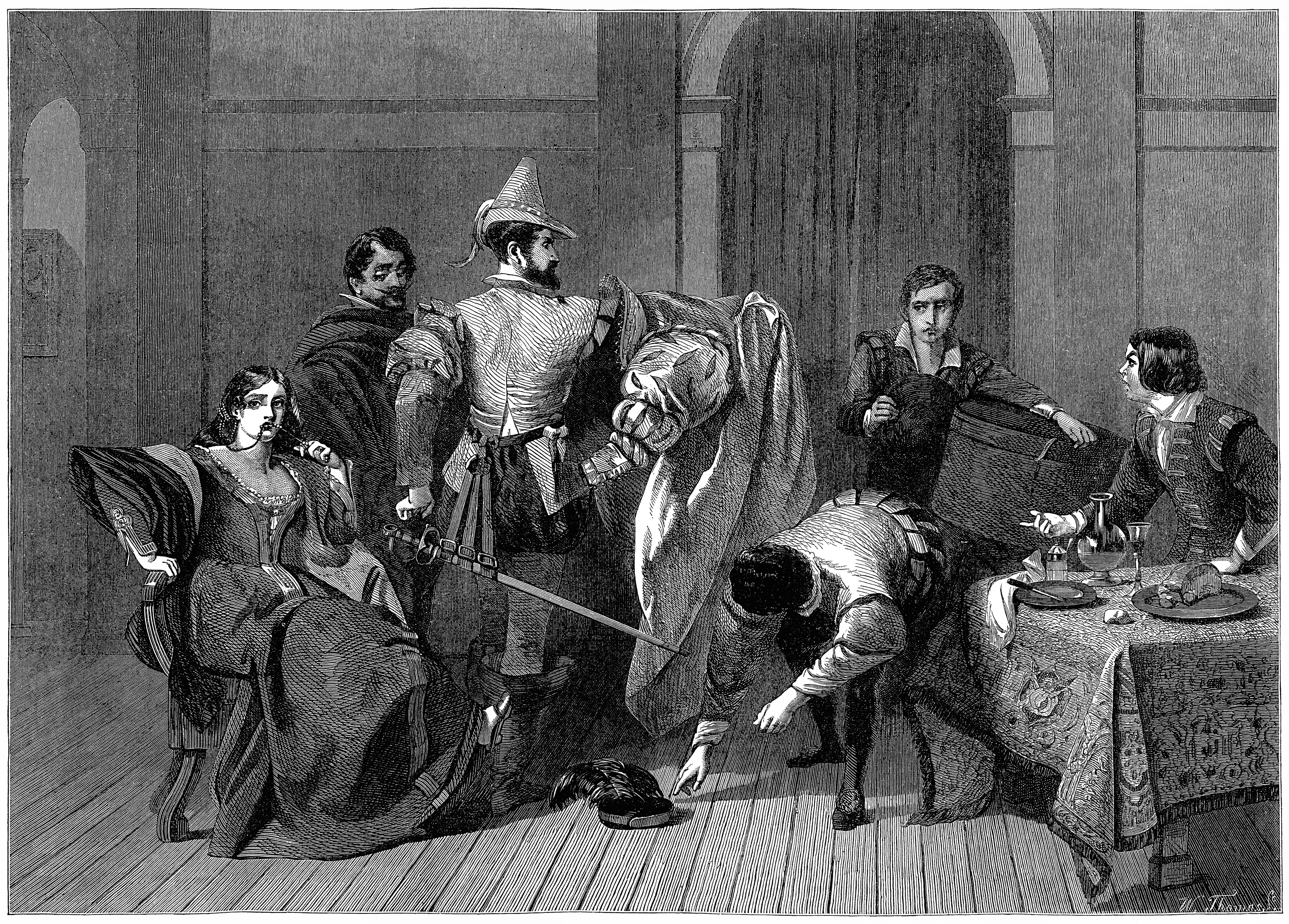
The Taming of the Shrew, derde scène van het vierde bedrijf. De tekening van de hand van Charles Robert Leslie toont Petruchio, die in een poging om zijn vrouw zijn wil op te leggen, bot vangt met alle geschenken die hij voor haar heeft gekocht en ze daarop weer terugstuurt.

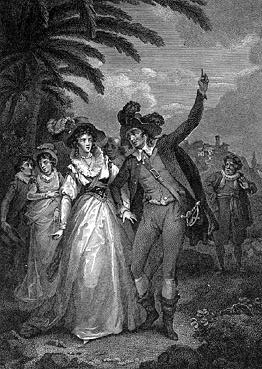
Tekening van de vijfde scène van het vijfde bedrijf. Petruchio dwingt zijn vrouw de Zon de Maan te noemen

De feeks wordt getemd (Engelse titel: The Taming of the Shrew) is een toneelstuk dat William Shakespeare schreef in de periode tussen 1590 en 1594. Het is een van zijn vroegste komedies.

## Shakespeares bronnen
Het thema van de getemde feeks was vrij populair in Shakespeares tijd. Het verhaal kwam, in verschillende variaties, in heel Europa voor, vooral in de orale traditie. Er zijn echter verschillen tussen die traditie en Shakespeares versie. Vaak waren die verhalen veel erger dan Shakespeares plot: in sommige verhalen worden de vrouwen vastgebonden, geslagen of in een paardenhuid gewikkeld. Ook betreft het in die verhalen meestal oude(re), arme vrouwen die weigeren huishoudelijke taken uit te voeren, terwijl Katherina jong, mooi en rijk is.

## Thematiek
Schijn en werkelijkheid spelen een grote rol in dit toneelstuk. Het hele verhaal is allereerst een toneelstuk in een toneelstuk (een klucht omtrent Sly, de zwerver). Daarmee komen de rollen die in het verhaal gespeeld worden zelf ter discussie:
- Zijn Bianca en haar geliefde de ideale geliefden?
- Is een getemde feeks toch een ideale vrouw?
- Is het terecht dat een vrouw zich aan moet passen aan de verwachtingen van de man?

Echter, de raamvertelling wordt niet afgemaakt: op het einde wordt nergens meer bevestigd dat alles wat we zagen fantasie was. Er bestaat een toneelstuk uit dezelfde periode als De getemde feeks, dat er waarschijnlijk op gebaseerd is en waarin Sly op het einde wakker wordt, nadat hij zijn roes heeft uitgeslapen en het hele stuk 'een droom' noemt, waarna hij naar huis vertrekt met het plan zijn vrouw ook eens te temmen. Het is echter niet zeker of deze epiloog ook bij Shakespeare voorkwam.
De thematiek komt ook tot uiting in taalspelletjes: Petruchio en Katherina weten allebei van wanten met overdrijving en ironie. Petruchio draait de werkelijkheid steeds om in zijn woorden om Katherina als het ware gek te maken en haar zo te temmen.
Tot slot komen er in De getemde feeks veel vermommingen en persoonsverwisselingen voor, zoals in veel stukken van Shakespeare.

## Inhoud
Het hele verhaal is een toneelstuk binnen een toneelstuk: een raamvertelling. Het stuk begint namelijk met een inleiding waarin een rijke heer de zwerver Sly een poets wil bakken door hem te doen geloven dat hij een heer is. Het stuk wordt dan gespeeld ter vermaak van Sly.
Het stuk gaat over twee zusters, Bianca en Katherina. Bianca is de jongste en lieftalligste; Katherina is niet op haar mondje gevallen en wordt door haar omgeving als een feeks beschouwd. Hun vader bepaalt dat Bianca niet mag trouwen voordat Katherina een man heeft, waarop twee aanbidders van Bianca het plan opvatten Katherina aan een man te helpen.
Zij vinden de rijke Petruchio bereid met Katherina te trouwen, omdat zij hem een grote bruidsschat zal opbrengen. Bij hun eerste kennismaking valt Katherina in de smaak, omdat ze rad van tong is en hem veel weerwerk biedt. Petruchio is vast van plan de feeks te temmen, en dat doet hij door zich nog bruter dan zij te gedragen. Hij kleedt zich als een zwerver op hun huwelijk, ontzegt Katherina haar feest, geeft haar geen eten, houdt haar uit haar slaap en geeft haar de mooie jurk, die voor haar gemaakt is, niet. Petruchio speelt met taal en de werkelijkheid: hij beschrijft Katherina steeds als een lieflijk meisje en doet alsof hij het eten en zijn bed niet goed genoeg vindt voor haar, zodat hij niet anders kan dan die haar te ontzeggen. Ook doet hij alsof de voor haar bestelde jurk helemaal verkeerd gemaakt is, terwijl dit niet zo is.
Intussen gaan de intriges om Bianca te veroveren verder, met veel vermommingen en verwisselingen. Uiteindelijk trouwt ze met een van haar aanbidders, en omdat ook haar andere aanbidder trouwt wordt er een feest gehouden om alle drie de huwelijken te vieren. Op weg naar dit feest dwingt Petruchio Katherina toe te geven dat de zon de maan is en ze moet een oude man aanspreken als een jong meisje. Katherina geeft toe, niet zonder enige ironie.
In de slotscène houden de mannen een weddenschap over wie de gehoorzaamste vrouw is. Katherina geeft een lange toespraak over de positie van de vrouw. Hier blijkt dat — van de drie vrouwen — niet Bianca maar Katherina de gehoorzaamste is. Bianca blijkt degene die niet over zich heen laat lopen.

## Receptie en kritiek

### Voor de 20e eeuw
De getemde feeks was en is een populair stuk van Shakespeare. Het stuk werd echter vaak aangepast. Zo werd aanvankelijk Petruchio’s wreedheid uitvergroot. Op het eind van de zeventiende eeuw schreef John Lacey Sauny the Scott, or the Taming of the Shrew, waarin de man onder meer de tanden van zijn vrouw laat trekken om haar te temmen. Dit gegeven werd herhaald in James Worsdales bewerking, A Cure for a Scold, uit 1735. Vanaf het eind van de achttiende eeuw verscheen Petruchio meestal met een zweep op het podium. Er werden echter ook pogingen gedaan om het stuk iets te verzachten. Zo schreef David Garrick in 1754 een populaire nieuwe versie, Catharine and Petruchio, waarin Petruchio een deel van Katherina’s slotmonoloog overneemt, waardoor die heel anders gaat klinken. Deze versie werd lange tijd gespeeld in plaats van het origineel. Overigens werd al vrij snel na de eerste opvoering van De getemde feeks door John Fletcher een vervolg geschreven, The Woman’s Prize, or, The Tamer Tamed, waarin Petruchio door zijn tweede vrouw zelf ‘getemd’ wordt.

### 20e eeuw
De controversiële ideologie van het stuk zorgde voor veel verschillende interpretaties. De rode draad hierin was aanvankelijk een interpretatie te vermijden waarbij Shakespeare in alle ernst de ondergeschikte positie van de vrouw zou verdedigen. Sommige auteurs stellen daarom Petruchio in een positief daglicht: Petruchio waardeert immers Katherina's positieve kwaliteiten, zoals haar gevoel voor humor, en helpt haar door zijn handelwijze die kwaliteiten meer naar voren te brengen.
Feministische critici probeerden dan weer Katherina als de eigenlijke winnaar van het stuk voor te stellen. Coppélia Kahn stelde dat het stuk geen satire is over een feeks, maar over de visie van mannen op vrouwen: de verwijten aan Katherina leiden niet tot heuse straffen; Katherina is geen feeks, maar een vrouw met een eigen wil die zich niet wil plooien naar de verwachtingen van de patriarchale maatschappij waarin ze leeft. In de scène waarin Katherina meegaand de zon de maan noemt, doet ze dit op een overdreven ironische manier. Ze neemt dus Petruchio's tactiek over. Dat doet ze volgens Kahn opnieuw in de slotmonoloog: die is zo overdreven dat het duidelijk is dat Katherina het niet meent. Kahn erkent bovendien de mogelijkheid dat er echte liefde in het spel is, iets wat ook Germaine Greer in dit stuk zag.
Recentere kritiek probeert het stuk in de historische context te plaatsen. Een analyse van de historische achtergrond rond feeksen of ‘shrews’ en de positie van de vrouw in de 16e eeuw leidde tot interpretaties die de agressie in het stuk opnieuw erkennen. Auteurs als Boose en Detmer komen tot de conclusie dat vrouwen vaak gewelddadig behandeld werden in Shakespeares tijd en dat dit geweld op zijn minst latent aanwezig is in The Shrew. Zo schrijft Detmer dat Shakespeare niet zozeer een minder agressieve manier van temmen toont dan in andere feeksverhalen uit die tijd, dan wel een meer aanvaardbare (p. 293).

## Navolging
- De film 10 Things I Hate About You (1999) ontleent aan dit werk van Shakespeare het gegeven van de oudere, ongenaakbare zuster die gekoppeld wordt door de vrijers van haar jongere zuster.
- De musical Kiss Me, Kate (1948) gaat over toneelspelers die The Taming of the Shrew opvoeren; waarbij hun eigen levens overeenkomsten vertonen met hun rollen.